# Karassí
Karassí (en rus: Караси) és un poble (possiólok) del krai de l'Altai, a Rússia, que el 2013 tenia 137 habitants.